# Deifontes (heráclida)
Deifontes, na mitologia grega, foi um heráclida, que atuou durante a fase de consolidação da conquista dória do Peloponeso.
Deifontes era trisneto de Héracles; ele era filho de Antímaco, filho de Thrasynor, filho de Ctesipo, filho de Héracles. Temeno, trisneto de Héracles, havia recebido Argos, na partilha do Peloponeso entre seu irmão e seus sobrinhos, e nomeou Deifontes como seu general e conselheiro, em detrimento de seus filhos.
Deifontes casou-se com Hyrnetho, a filha favorita de Temeno, o que levou os filhos de Temeno a suspeitar que Temeno pretendia fazer de Deifontes seu sucessor. Os filhos se rebelaram, liderados por Ceisus, o mais velho, que tomou o reino. Porém, os argivos, que desde tempos antigos amavam a liberdade e o governo próprio, limitaram ao máximo o poder do rei; Medon, filho de Ceisus, e seus descendentes reinavam apenas de forma nominal, e o décimo descendente de Medon, Meltas, filho de Lacedas, foi condenado pelo povo e deposto, e a monarquia foi extinta.
De acordo com Pseudo-Apolodoro, os filhos de Temeno se chamavam Agelau, Eurípilo e Cálias, e eles, ao saber que Temeno daria preferência à filha e ao genro, assassinaram o rei, porém o exército decidiu que o reino pertenceria a Hyrnetho e Deifontes.
Após a morte de Temeno, vários argivos, que respeitavam mais Deifontes e Hyrnetho do que os filhos de Temeno, secederam, e, junto de Deifontes, tomaram posse de Epidauro. A cidade, então governada por Pityreus, um jônio, foi entregue a Deifontes e os argivos sem luta.
Ceisus e os outros filhos de Temeno (menos Agraeus, o mais novo) tentaram tomar Hyrnetho de Deifontes, e dois deles, Cerynes e Phalces, vieram até Epidauro, e enviaram um arauto a Hyrnetho, dizendo que queriam falar com ela. Quando ela chegou, eles passaram a falar mal de Deifontes, e prometeram que, se ela fosse com eles até Argos, receberia um outro marido, melhor que Deifontes e reinando sobre um país próspero, mas ela recusou, dizendo que Deifontes era um excelente marido. Os irmãos, então, levaram a irmã em um carro que eles tinham preparado, mas um epidauriano avisou Deifontes, que saiu em perseguição; na perseguição, Deifontes matou Cerynes, mas temeu atacar Phalces, pois ele estava segurando Hyrnetho; assim que Deifontes chegou perto, Phalces assassinou Hyrnetho, que estava grávida. Phalces conseguiu escapar, e Deifontes e seus filhos resgataram o corpo de Hyrnetho e fizeram um santuário, chamado Hyrnethium.
Deifontes e Hyrnetho tiveram três filhos e uma filha, Antimenes, Xantipo, Argeu e Orsobia; Orsobia se casou com Pânfilo, filho de Egímio.